# Pangrapta quieta
Pangrapta quieta är en fjärilsart som beskrevs av Louis Beethoven Prout 1928. Pangrapta quieta ingår i släktet Pangrapta och familjen nattflyn. Inga underarter finns listade i Catalogue of Life.